# Aspects de la théorie syntaxique
Aspects de la théorie syntaxique (connu dans les cercles linguistiques simplement comme Aspects) est un livre sur la linguistique écrit par le linguiste américain Noam Chomsky, publié pour la première fois en 1965 et en français en 1971. 

## Résumé
Dans cet ouvrage, Noam Chomsky présente une reformulation approfondie de la grammaire générative et transformationnelle (en anglais : Transformational-generative grammar, TGG), un nouveau type de théorie syntaxique qu'il a introduit dans les années 1950 avec la publication de son premier livre, Structures syntaxiques (en). Aspects est  considéré comme le document de base et une articulation de longueur de livre appropriée du cadre théorique de la linguistique chomskyien. Il présentait les hypothèses épistémologiques de Chomsky en vue d'établir la théorie linguistique comme une discipline formelle (c'est-à-dire basée sur la manipulation de symboles et de règles) comparable aux sciences physiques, c'est-à-dire un domaine d'enquête bien défini dans sa nature et sa portée. D'un point de vue philosophique, il a orienté la recherche linguistique dominante en prenant comme principal objet d'étude le fonctionnement abstrait et interne de l'esprit humain lié au acquisition et production du langage .
Aspects de la théorie syntaxique est divisé en deux parties distinctes : le chapitre 1 s'intéresse à la réalité psychologique du langage et à la philosophie de la recherche langagière, et les autres chapitres traitent des détails techniques spécifiques de la grammaire générative.